# Чуриловский, Владимир Николаевич
Влади́мир Никола́евич Чуриловский (1898—1983) — советский учёный-оптик, профессор, специалист в области теории оптических приборов, декан оптического факультета ИТМО, основоположник научно-педагогической школы «Прикладная и вычислительная оптика», заслуженный деятель науки и техники РСФСР.
Награждён Ордена Красной Звезды, Орденом Трудового Красного Знамени, медалями.

## Биография
Родился в семье рабочего типографии. Поступил в Институт инженеров путей сообщения, который ему пришлось оставить на третьем курсе из-за отсутствия средств. После этого Владимир работал на разных должностях: механиком, контролером и бухгалтером. В 1922—1925 годах обучался в Техникуме точной механики и оптики. Прошел путь от вычислителя до заведующего оптико-конструкторским отделом. Параллельно вел занятия по теории оптических приборов в своем техникуме, определив таким образом своё основное предназначение.
В 1930 году техникум перестал существовать в качестве среднего общеобразовательного заведения и преобразовался в Институт точной механики и оптики.
В 1935 году на кафедре теории оптических приборов Чуриловскому было присвоено звание профессор. В 1947 году успешно защитил докторскую диссертацию. В 1941—1953 годах был деканом в ИТМО.
В 1953 году в связи с ослаблением здоровья был по собственному желанию освобожден от должности декана, но продолжал деятельность в институте после ухода с основной должности еще 16 лет.
В 1966 году получает звание «Заслуженный деятель науки и техники РСФСР», в 1969 году вышел на пенсию, однако продолжал трудиться до 1981 года.

## Труды
Чуриловский Владимир Николаевич является автором более полусотни изобретений, и более чем 200 научных трудов, среди которых выделяют «Расчет призменных систем на хроматизм» и «Теорию хроматизма и аберрации третьего порядка». Также Владимир Николаевич писал стихи и много публиковался в качестве поэта.